# Chorin
Chorin település Németországban, azon belül Brandenburgban. Lakosainak száma 2309 fő (2023. december 31.). Chorin Liepe, Niederfinow és Oderberg községekkel határos.

## Népesség
A település népességének változása:
| Lakosok száma | 2318 | 2339 | 2340 | 2342 | 2309 |
|               | 2017 | 2019 | 2021 | 2022 | 2023 |